# Термополис (Вајоминг)
Термополис (енгл. Thermopolis) град је у америчкој савезној држави Вајоминг.

## Демографија
По попису из 2010. године број становника је 3.009, што је 163 (-5,1%) становника мање него 2000. године.
| Група             | 2000.         | 2010.         |
| Белци             | 2.994 (94,4%) | 2.863 (95,1%) |
| Афроамериканци    | 15 (0,5%)     | 8 (0,3%)      |
| Азијати           | 8 (0,3%)      | 15 (0,5%)     |
| Хиспаноамериканци | 73 (2,3%)     | 65 (2,2%)     |
| Укупно            | 3.172         | 3.009         |